# Seven emotions
seven emotions(セブン エモーションズ)とはHOME MADE 家族の2枚目のミニアルバム。

## 収録曲
1. Theme of seven emotions
  - イントロ
2. もっと君を...
3. エール
4. BIG CITY
5. 心の花
6. Good Bye と同じくらい Thank You
7. 流れ星 ～Shooting Star～ (Fickle Remix)
  - 11thシングルのリミックス。

## DVD
1. HOME MADE 家族 Live @ 家族 Fes.2010
2. U-ICHI監督による『家族 Fes.2010 ドキュメンタリー』